# Michèle Lagrange
Pour les articles homonymes, voir Lagrange.
Michèle Lagrange (née le 29 mai 1947 à Couches, en Bourgogne) est une cantatrice soprano française.

## Biographie
Michèle Lagrange fait ses études au conservatoire de musique de Paris (rue de Madrid) en 1972-74 et à l'Opéra Studio de 1974 à 1977.
Elle commence sa carrière dans la troupe de l'Opéra de Lyon puis, à partir de 1984, est fréquemment invitée pour jouer à l'Opéra de Paris.
Entre 1978 et 1983 elle interprète les rôles de Mireille le rôle-titre de Gounod, de Fiordiligi dans Cosi fan tutte de Mozart, Agathe dans le Freischütz de Carl Maria von Weber à l'Opéra de Lyon. Elle débute en 1972 au Festival d'Aix-en-Provence dans Le Turc en Italie de Rossini, chante à Buenos Aires dans Benvenuto Cellini de Berlioz et débute en 1984 à l'Opéra de Paris dans Jérusalem de Verdi. 
Elle joue le rôle de Elvira dans Les Puritains de Vincenzo Bellini, Elisabeth dans Don Carlos de Verdi, Manon dans Manon Lescaut de Puccini, Alice dans Robert le Diable de Meyerbeer, Norma dans Norma de Bellini, Imogène dans Le Pirate de Bellini, Esclarmonde dans Esclarmonde de Massenet, Donna Anna dans Don Giovanni de Mozart, Julie dans La Vestale de Spontini.
Le 1er avril 2000, elle interprète Bianca Castafiore lors du récital du Printemps Hergé organisé par le maire de Bordeaux, Alain Juppé.

## Discographie
- Guercœur de Magnard avec l'Orchestre du Capitole de Toulouse dirigé par Michel Plasson, 1986 EMI (dans le rôle de la Beauté)
- Stabat Mater de Poulenc avec l'Orchestre national de Lyon dirigé par Serge Baudo Harmonia Mundi
- L'Amour des trois oranges de Prokofiev avec l'Orchestre de l'opéra de Lyon dirigé par Kent Nagano, 1989, Virgin Classics (dans le rôle de Fata Morgana)
- Robert le Diable de Giacomo Meyerbeer avec l'Orchestre du Palais Garnier dirigé par Thomas Fulton, 1985 (dans le rôle d'Alice)